# Crowfield, Northamptonshire
Crowfield är en by i Northamptonshire i England. Byn är belägen 5 km 
från Brackley. Orten har 71 invånare (2009).